# ビントゥニ湾
ビントゥニ湾（インドネシア語: Teluk Bintuni）はニューギニア島北西部のドベライ半島の付け根の西側にある湾。ベラウ湾の内湾となっており、ベラウ湾より東に伸びている。
湾口は20kmほどであり、湾の岸辺は多くが湿地となっている。50万ヘクタール近いマングローブ林が広がり、アジア第2、世界でも第3の面積を誇り、インドネシアのマングローブの25%に相当するとされる。なお、12万ヘクタールがビントゥニ自然保護区に指定されている。
行政上はインドネシアの西パプア州に属しており、周辺地域はこの湾から名づけられたトゥルク・ビントゥニ県という名前であり、北岸にビントゥニ市が存在する。

## 註
1. ↑  "Sector 5: Southwest Coast of Irian Jaya and off-lying Islands" Sailing directions (enroute): New Guinea (Publication 164, 8th edition) Maritime Safety Information Division, National Geospatial-Intelligence Agency, Bethesda, Maryland, OCLC 63680167